# Liste des œuvres de Frédéric Chopin
Pour un article plus général, voir Frédéric Chopin.
 (mai 2025).
Motif : Réorganiser par instrumentation, puis par genre (cf. palette)

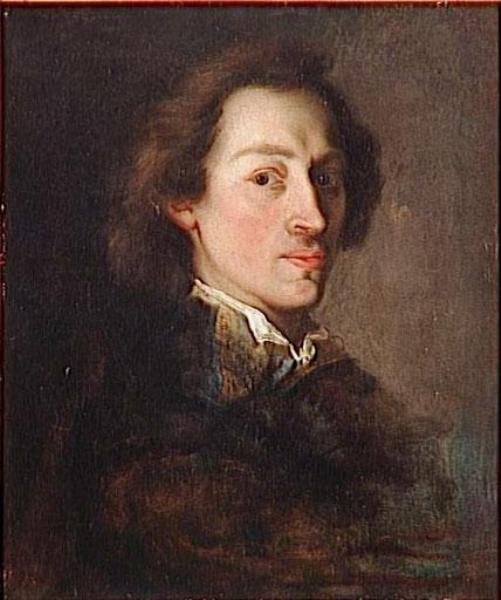
Portrait de Frédéric Chopin par Ary Scheffer (1795–1858) - (Versailles, Musée national du château et des Trianons)

La liste des œuvres de Frédéric Chopin regroupe l'ensemble de ses compositions par numéro d'opus. Les catalogues, outre les opus et opus posthumes (66 à 74), ont été établis au cours du temps par Maurice Brown (1960, rev. 1972, « B »), Józef Chomiński (Katalog dzieł Fryderyka Chopina 1990, « C »), peu utilisés ; auquel s'ajoute celui de Krystyna Kobylańska (KK) en 1977 et 1979, qui recense tous les manuscrits ; et celui de la Fondation pour l'édition nationale des œuvres de Frédéric Chopin (Fundacja Wydania Narodowego Dzieł Fryderyka Chopina, « WN »), des œuvres sans opus originaux, commencée en 1974 et mis à jour depuis.

## Classement par opus
- Opus 1 - Rondo en ut mineur (1825)
- Opus 2 – Variations pour piano et orchestre sur Là ci darem la mano de Don Giovanni de Mozart en si bémol majeur (1827-1828)
- Opus 3 – Introduction et polonaise pour violoncelle et piano en ut majeur (1829)
- Opus 4 – Sonate pour piano no 1 en ut mineur (1828)
- Opus 5 – Rondo à la mazur (en) en fa majeur (1826-1827)
- Opus 6 – Quatre mazurkas (1830-1832)
- Opus 7 – Cinq mazurkas (1830-1832)
- Opus 8 – Trio pour piano, violon, et violoncelle en sol mineur (1829)
- Opus 9 – Trois nocturnes (1830-1832)
- Opus 10 – Douze études (1830-1832) - dédiées à Franz Liszt
- Opus 11 – Concerto pour piano et orchestre no 1 en mi mineur (1830)
- Opus 12 – Introduction et variations brillantes sur « Je vends des scapulaires » de Ludovic d’Hérold (1833)
- Opus 13 – Fantaisie pour piano et orchestre sur des airs polonais (1829)
- Opus 14 – Rondeau à la Krakowiak pour piano et orchestre en fa majeur (1831-1833)
- Opus 15 – Trois nocturnes (1831-1833)
- Opus 16 – Introduction et rondeau en mi bémol majeur (1832-1833)
- Opus 17 – Quatre mazurkas (1831-1833)
- Opus 18 – Grande valse brillante en mi bémol majeur (1833)
- Opus 19 – Boléro en do majeur (1833)
- Opus 20 – Scherzo no 1 en si mineur (1831-1834)
- Opus 21 – Concerto pour piano et orchestre no 2 en fa mineur (1829-1830)
- Opus 22 – Andante spianato et Grande Polonaise brillante (1830-1836)
- Opus 23 – Ballade no 1 en sol mineur (1835)
- Opus 24 – Quatre mazurkas (1833-1836)
- Opus 25 – Douze études (« à Mme la comtesse d’Agoult ») (1833-1837)
- Opus 26 – Deux polonaises (1831-1836)
- Opus 27 – Deux nocturnes (1833-1836)
- Opus 28 – Vingt-quatre préludes (1838-1839)
- Opus 29 – Impromptu no 1 en la bémol majeur (1837)
- Opus 30 – Quatre mazurkas (1836-1837)
- Opus 31 – Scherzo no 2 en si bémol mineur (1835-1837)
- Opus 32 – Deux nocturnes (1835-1837)
- Opus 33 – Quatre mazurkas (1836-1838)
- Opus 34 – Trois valses (1831-1838)
- Opus 35 – Sonate pour piano no 2 en si bémol mineur (1839)
- Opus 36 – Impromptu no 2 en fa dièse majeur (1839)
- Opus 37 – Deux nocturnes (1837-1839)
- Opus 38 – Ballade no 2 en fa majeur (1839)
- Opus 39 – Scherzo no 3 en do dièse mineur (1839)
- Opus 40 – Deux polonaises (1838-1839)
- Opus 41 – Quatre mazurkas (1838-1839)
- Opus 42 – Grande valse en la bémol majeur (1839-1840)
- Opus 43 – Tarantelle en la bémol majeur (1841)
- Opus 44 – Polonaise en fa dièse mineur (1841)
- Opus 45 – Prélude en do dièse mineur (1838-1839)
- Opus 46 – Allegro de concert en la majeur (1832-1841)
- Opus 47 – Ballade n° 3 en la bémol majeur (1841)
- Opus 48 – Nocturnes n°13 (1841)
- Opus 49 – Fantaisie en fa mineur (1841)
- Opus 50 – Trois mazurkas (1841/2)
- Opus 51 – Impromptu no 3 en sol bémol majeur (1842)
- Opus 52 – Ballade no 4 en fa mineur (1842)
- Opus 53 – Polonaise en la bémol majeur (« Héroïque ») (1842)
- Opus 54 – Scherzo no 4 en mi majeur (1842)
- Opus 55 – Deux nocturnes (1843)
- Opus 56 – Trois mazurkas (1843)
- Opus 57 – Berceuse en ré bémol majeur (1844)
- Opus 58 – Sonate pour piano no 3 en si mineur (1844)
- Opus 59 – Trois mazurkas (1845)
- Opus 60 – Barcarolle en fa dièse majeur (1846)
- Opus 61 – Polonaise-fantaisie en la bémol majeur (1846)
- Opus 62 – Deux nocturnes (1845-1846)
- Opus 63 – Trois mazurkas (1846)
- Opus 64 – Trois valses (1840-1847)
  - no 1 en ré bémol majeur dite « Valse du petit chien » ou « Valse minute »
  - no 2 en do dièse mineur
  - no 3 en la bémol majeur
- Opus 65 – Sonate pour violoncelle et piano en sol mineur (1846-1847)

## Opus posthumes
- Opus 66 – Fantaisie-impromptu en do dièse mineur (vers 1843)
- Opus 67 – Quatre mazurkas (1830-1849)
- Opus 68 – Quatre mazurkas (1830-1849)
- Opus 69 – Deux valses
  - no 1 en la bémol majeur dite « Valse de l’adieu » (1835)
  - no 2 en si mineur (1829)
- Opus 70 – Trois valses
  - no 1 en sol bémol majeur (1832)
  - no 2 en fa mineur (1841)
  - no 3 en ré bémol majeur (1829)
- Opus 71 – Trois polonaises (1824-1828)
- Opus 72 no 1 – Nocturne en mi mineur
- Opus 72 no 2 – Marche funèbre en do mineur (1837)
- Opus 72 no 3 – Trois écossaises (vers 1829)
- Opus 73 – Rondeau pour deux pianos en do majeur (1828)
- Opus 74 – Dix-sept mélodies polonaises (1828-1845 ; éd. 1855)[6]

## Œuvres de circonstance publiées du vivant du compositeur, sans numéro d’opus
- Grand duo concertant sur Robert le Diable de Meyerbeer pour violoncelle et piano, composé en collaboration avec Auguste-Joseph Franchomme, E (1832-1833)
- Variation sur la Marche des puritains de Bellini, 6e variation de l'Hexaméron (1839)
- Trois études nouvelles pour la Méthode des Méthodes de Moscheles (1840)
- Mazurka en la mineur composée pour la revue La France musicale surnommée Notre Temps (1841)
- Mazurka en la mineur dédiée à Émile Gaillard (1841)

## Œuvres sans numéro d’opus
- Polonaise en sol mineur (1817)
- Polonaise en si bémol majeur (1817, publiée en 1947)
- Polonaise en la bémol majeur (1821)
- Introduction et variations sur un air national allemand en mi majeur (1824)
- Polonaise en sol dièse mineur (1824)
- Variations pour piano et flûte sur Non più mesta de La Cenerentola de Rossini en mi majeur (1824)
- Mazurka si bémol majeur (1825-1826)
- Mazurka sol majeur (1825-1826)
- Variations pour piano à quatre mains en ré majeur (1825-1826)
- Polonaise en si bémol mineur (1826)
- Contredanse en sol bémol majeur (1827)
- Nocturne en mi mineur (1828-1830)
- Souvenir de Paganini en la majeur (1829)
- Mazurka en sol majeur (1829)
- Valse en mi majeur (1829)
- Valse en mi bémol majeur (1829)
- Mazurka avec partie vocale en sol majeur (1829)
- Valse en la bémol majeur (1829)
- Valse en mi mineur (1830)
- Czary et Dumka avec partie vocale (1830)
- Polonaise en sol bémol majeur (1830)
- Nocturne no 20 en do dièse mineur (1830)
- Mazurka en si bémol majeur (1832)
- Mazurka en ré majeur (1832)
- Mazurka en do majeur (1833)
- Cantabile en si bémol majeur (1834)
- Mazurka en la bémol majeur (1834)
- Presto con leggierezza (Prélude) en la bémol majeur (1834)
- Nocturne en do mineur
- Valse en la mineur (entre 1847 et 1849, publiée en 1860, attribuée en 1955)
- Valse en mi bémol majeur
- Largo en mi bémol majeur
- Fugue en la mineur (publiée en 1898)
- Moderato (Feuille d'Album) en mi majeur (1843, publiée en 1910)
- Galop (Galop Marquis) en la bémol majeur (1846)
- Deux bourrées (publiées en 1968)
- Valse en la mineur (publiée en 2024)